# Рудня (Жарковский район)
Рудня — деревня в Жарковском районе Тверской области. Входит в состав Жарковского сельского поселения (центр — деревня Зеленьково).

## История
На топографической карте Фёдора Шуберта 1867 — 1901 годов обозначена деревня Рудня. 
На карте РККА 1923—1941 годов обозначена деревня Рудня. Имела 67 дворов. 

## География
Деревня расположена в 38 километрах к северо-западу от районного центра, посёлка городского типа Жарковский. Находится на берегу реки Комендоровка недалеко от е впадения в Велесу. Ближайший населённый пункт — деревня Зеленьково.
Часовой пояс
Деревня Рудня, как и вся Тверская область находится в часовой зоне МСК (московское время). Смещение применяемого времени относительно UTC составляет +3:00.

## Население
| 2010 |
| ---- |
| 11   |

В 2001 году население деревни составляло 15 человек. 
Национальный состав
Согласно результатам переписи 2002 года, в национальной структуре населения русские составляли 100 % от жителей.